# Kollektives Unbewusstes
Das kollektive Unbewusste ist ein von Carl Gustav Jung geprägter Begriff für eine unbewusste psychische „Grundstruktur“ des Menschen und ein Basiskonzept der Analytischen Psychologie.

## Definition des Konzepts
C.G. Jung definierte das kollektive Unbewusste als den überpersönlichen Bereich des Unbewussten: Es sei der „Teil der Psyche, der von einem persönlichen Unbewussten dadurch negativ unterschieden werden kann, daß er seine Existenz nicht persönlicher Erfahrung verdankt und daher keine persönliche Erwerbung ist“. Die erfahrungswissenschaftliche Basis, auf der er das Konzept des kollektiven Unbewussten induktiv formulierte, bestand im Wesentlichen aus Träumen und Motiven aus der Kulturgeschichte (Religionen, Mythen, Märchen) im interkulturellen Vergleich, die auf eine ähnliche psychische Grundlage aller Menschen schließen ließen. Angesichts Vorwürfen, er versteige sich mit seinen Konzepten in Behauptungen, verwies Jung auf seine quellenbezogene Arbeitsweise und schrieb: Obschon der „Vorwurf des Mystizismus oft gegen meine Auffassung erhoben wurde, muß ich noch einmal betonen, daß der Begriff des kollektiven Unbewußten weder eine spekulative noch eine philosophische, sondern eine empirische Angelegenheit ist“.

### Verhältnis zu Sigmund Freuds Verständnis des Unbewussten
Dass die Psyche des Menschen nicht nur aus Inhalten und Strukturen bestehe, die dem Menschen bewusst sind, ist eine Grundannahme aller tiefenpsychologischen Theorierichtungen, wie sie maßgeblich von Sigmund Freud (1856–1939) und Carl Gustav Jung (1875–1961), aber auch von Eugen Bleuler (1857–1939), Alfred Adler (1870–1937) und weiteren Psychologie-Pionieren der ersten Jahrzehnte des 20. Jahrhunderts entwickelt wurden. Diese Inhalte werden – auch im Anschluss an Philosophen wie Carl Gustav Carus (1789–1869) und Eduard von Hartmann (1842–1906) – als „das Unbewusste“ bezeichnet.
Das Konzept des „kollektiven Unbewussten“ als Hauptbereich des Unbewussten ist eine Besonderheit in der Psychologie C.G. Jungs. Er schrieb 1935 zur Unterscheidung seiner Auffassung des Unbewussten von der Psychoanalyse nach Freud:

„Zunächst beschränkte sich der Begriff des Unbewußten [bei Freud] darauf, den Zustand verdrängter oder vergessener Inhalte zu bezeichnen. Bei Freud ist das Unbewußte, obschon es – wenigstens metaphorisch – bereits als handelndes Subjekt auftritt, im Wesentlichen nichts anderes als der Sammelort eben dieser vergessenen und verdrängten Inhalte und hat nur vermöge dieser eine praktische Bedeutung.“

In einer späteren Ausgabe (1954) ergänzte Jung, dass Freud seine Theorie ebenfalls weiterentwickelt habe: „Freud hat seine hier angedeutete Grundansicht in späteren Arbeiten differenziert: die Instinktpsyche nannte er ‚Es‘, und sein Über-Ich bezeichnet das dem Individuum teils bewußte, teils unbewußte (verdrängte) Kollektivbewußtsein.“ Aus Jungs Sicht enthält das kollektive Unbewusste jedoch Grundformen seelischer Entwicklung sowie einen kreativen, auf Individuation und Ganzheit zielenden Aspekt, der über die Freud’sche Verdrängungstheorie und seine Annahme einer „archaischen Erbschaft“ in der menschlichen Psyche hinausgehe. Freud war besonders 1938 Jungs Theorieentwicklung nähergekommen, als er schrieb: „Darüber hinaus bringt der Traum Inhalte zum Vorschein, die weder aus dem reifen Leben noch aus der vergessenen Kindheit des Träumers stammen können. Wir sind genötigt, sie als Teil der archaischen Erbschaft anzusehen, die das Kind, durch das Erleben der Ahnen vor jeder eigenen Erfahrung mit sich auf die Welt bringt.“ Jung maß jedoch dem kollektiven Unbewussten eine viel weitergehende Bedeutung zu als Freud und er schrieb, dieses könne wie ein „zweites psychisches System, von kollektivem, nicht-persönlichem Charakter“ im Menschen angesehen werden. (Siehe auch bei Jungs Beziehung zu Freud).

## Kollektives Unbewusstes, Evolution und Geist
Jung zeigte bezüglich der Psyche in seinen früheren Werken ein ähnliches evolutionsorientiertes Denken, wie die Biologie es bezüglich des menschlichen Körpers zeigt: „Das Unbewußte, betrachtet als historischer Hintergrund der Psyche, enthält in konzentrierter Form die ganze Abfolge der Engramme, welche seit unmeßbar langer Zeit die jetzige psychische Struktur bedingt haben“. Deshalb zeige das kollektive Unbewusste die Gemeinsamkeiten zwischen den menschlichen Psychen im Gegensatz zu den individuellen Ausprägungen derselben. Dabei identifizierte Jung einerseits die „ererbten Möglichkeiten psychischen Funktionierens überhaupt“ mit der „ererbten Hirnstruktur“, zugleich äußerte er aber auch immer wieder geisteswissenschaftliche Anschauungen zum kollektiven Unbewussten (z. B.): „Soweit ich das Wesen des kollektiven Unbewussten erfasse, erscheint es mir als ein omnipräsentes Kontinuum, eine unausgedehnte Gegenwart.“ Wenn an einem Punkt „etwas geschieht, welches das kollektive Unbewußte berührt oder in Mitleidenschaft zieht, so ist es überall geschehen“. In diesen Vorstellungen war Jung höchstwahrscheinlich auch vom Physiker Wolfgang Pauli beeinflusst, mit dem er sich jahrzehntelang in intensivem Austausch befand.

## Archetypen
Das Konzept des kollektiven Unbewussten ist bei Jung nicht trennbar von seiner Theorie der Archetypen: „Der Begriff des Archetypus, der ein unumgängliches Korrelat zur Idee des kollektiven Unbewußten bildet, deutet das Vorhandensein bestimmter Formen in der Psyche an, die allgegenwärtig und überall verbreitet sind.“ Archetypische psychische Muster bewirken nach Jung Grundmotive menschlicher Vorstellungen, die aus den kollektiven Bereichen der Psyche heraus auf die individuelle Psyche einwirkten. Sie entwickelten eine bedeutende, unwillkürliche emotionale Kraft (Numinosum), die oft stärker sei als der bewusste Wille des Menschen.
Dem Bewusstsein erscheinen die Archetypen als typische, häufig zu beobachtende Verhaltensmotive und symbolische Vorstellungen, die sich in der Gesellschaft auch als kulturelle Narrative, Gegenstände und/oder Rituale manifestieren. Die Motive verschiedener Märchen, Mythen und ihr Auftreten in der Kunst und im Traum über verschiedene Epochen, Sprachen und Kulturen hindurch wurden von Jung als empirische Grundlage für seine Theorie der Archetypen herangeführt. Jung hat mit seiner Auffassung vom kollektiven Unbewussten auch Theorieelemente der Völkerpsychologie und Ethnologie des 19. und frühen 20. Jahrhunderts weiterentwickelt und er berief sich u. a. auf die Arbeiten von Lucien Lévy-Bruhl (1857–1939); siehe auch den Begriff des Kollektivbewusstseins.

## Kollektivbewusstsein und kollektives Gedächtnis bei Campbell, Durkheim und Halbwachs
Joseph Campbell entdeckte das überkulturelle Erzählprinzip der Heldenreise, das ungefähr dem Kollektivbewusstsein bei Émile Durkheim (1858–1917) entspricht. Nach Durkheim ist es zu seiner Objektivierung in den individuellen Psychen verankert. Das kollektive Bewusstsein existiere nicht eigenständig von der Summe aller individuellen Bewusstseinsformen.
Einen anderen Zugang zu unbewussten kollektiven Strukturen entwickelte Maurice Halbwachs (1877–1945) mit seiner Theorie des kollektiven Gedächtnisses. Diese orientiert sich stärker an der konkreten historischen Situation von einzelnen sozialen Gruppen und Gesellschaften. Nach Halbwachs ist das Bedürfnis nach Erinnerung und Geschichtsbewusstsein als Reaktion auf das Verschwinden von Traditionen und Lebenswirklichkeiten zu verstehen.

## Medien
- Cécile Loetz, Jakob Müller: C.G. Jung und das Kollektive Unbewußte. In: Rätsel des Unbewußten. Podcast zur Psychoanalyse und Psychotherapie (Folge 43).